# Anisopappinae
 Anisopappinae, podtribus glavočika, dio tribusa Athroismeae u potporodici Asteroideae. Godine 2010 u njega je uključen i novi monotipični rod Cardosoa., koji se sada vodi kao sinonim za  Anisopappus Hook. & Arn..

## Rodovi
1. Anisopappus Hook. & Arn.
2. Cardosoa S.Ortiz & Paiva